# Живильник шлюзовий
Живильник шлюзовий — завантажувальний апарат (живильник) циклічної дії призначений для рівномірного вводу сипких матеріалів безпосередньо у напірні гідротранспортні трубопроводи, по яких рухається потік транспортуючої рідини. Ш.ж. подає сипкий твердий матеріал у трубопровід окремими порціями. Рівномірне живлення досягається об'єднанням в один аґреґат кількох (найчастіше трьох) окремих апаратів. Завдяки можливості кращої герметизації камер живильники циклічної дії розвивають більш високі напори і можуть здійснювати транспортування на більшу відстань ніж апарати безперервної дії.

## Конструкція і принцип дії

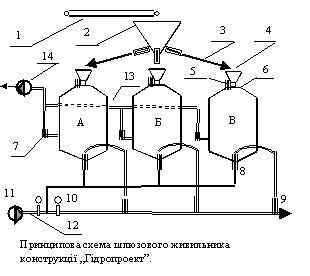

Принципову схему трикамерного шлюзового живильника конструкції Інституту «Гідропроект» наведено на рис. Твердий сипкий матеріал транспортером 1 подають до бункера 2, звідки його жолобами або трубами з регулюємими затворами 3 спрямовують до камери 6 через горловину 4, що обладнана клапаном 5. Високонапірний насос 11 подає воду у трубопровід 12, з якого через розгалуження та дросель-регулятор 10 вона надходить до однієї з камер, або в напірний трубопровід, який завантажують твердим матеріалом через клапан 9. Процес роботи трикамерного живильника наступний. Через відкриті затвор 3 та клапан 5 твердий сипкий матеріал надходить до камери А, що відключена від водоводів клапанами 8 і 9. В цей час затвори 3 та верхні клапани 5 камер Б і В закриті. Клапани 8 і 9 камери Б також закриті. Одночасно із завантаженням камери А розвантажується камера В через відкритий клапан 9 водою, що надходить через клапан 8. Процес розвантаження відрегульовано таким чином, щоб на момент його закінчення була повністю завантажена камера А, а камеру Б було підготовлено до завантаження. Після розвантаження камери В автоматично подаються команди на: закриття клапанів 8 і 9 камери В; закриття затвора 3 камери А; закриття клапана 5 та відкриття клапанів 8 і 9 камери А; відкриття затвора 3 та клапана 5 камери Б. До початку заповнення відповідної камери твердим матеріалом з неї зливається вода через клапан 7 по відводному трубопроводу 13 з подальшою відкачкою насосом 14. Означений перелік операцій призводить до початку розвантаження камери А та завантаження камери Б. Після розвантаження камери А починається розвантаження камери Б. Таким чином забезпечується рівномірне живлення трубопроводу твердим матеріалом. Трикамерний шлюзовий живильник повністю автоматизовано та обладнано надійною системою контролю технологічних процесів та позаштатних ситуацій. Передбачаються три основних режими роботи живильника: основний (у роботі всі три камери, продуктивність установки 100 % від проектної), резервний (у роботі будь-які дві камери, продуктивність установки 50 % від розрахункової), налагоджувальний (всі механізми переведені на незалежне кнопкове управління). Вихідними даними для вибору основних параметрів шлюзових живильників є: характеристика транспортованого матеріалу, продуктивність, висота підйому та відстань транспортування, а також специфічні вимоги, що виникають в конкретних умовах експлуатації установки.